# Vatin
Vatin (cyr. Ватин) – wieś w Serbii, w Wojwodinie, w okręgu południowobanackim, w mieście Vršac. W 2011 roku liczyła 238 mieszkańców.